# Onkijärvi (Junosuando socken, Norrbotten)
Onkijärvi är en sjö i Pajala kommun i Norrbotten och ingår i Torneälvens huvudavrinningsområde. Sjön har en area på 0,0762 kvadratkilometer och ligger 219,9 meter över havet.

## Delavrinningsområde
Onkijärvi ingår i det delavrinningsområde (749301-178525) som SMHI kallar för Inloppet i Mustaniemenjärvi. Medelhöjden är 221 meter över havet och ytan är 11,94 kvadratkilometer. Det finns inga avrinningsområden uppströms utan avrinningsområdet är högsta punkten. Vattendraget som avvattnar avrinningsområdet har biflödesordning 2, vilket innebär att vattnet flödar genom totalt 2 vattendrag innan det når havet efter 266 kilometer. Avrinningsområdet består mestadels av skog (66 procent) och sankmarker (16 procent). Avrinningsområdet har 1,89 kvadratkilometer vattenytor vilket ger det en sjöprocent på 15,8 procent.